# Langley (Columbia Británica)
Langley es una ciudad y municipio canadiense del Gran Vancouver, Columbia Británica.
Se localiza al sur del río Fraser, al este de la ciudad de Surrey y al norte de la línea fronteriza con Estados Unidos.

## Historia
El 15 de marzo de 1995, la Ciudad de Langley, adquiere la categoría de municipio.[cita requerida]